# Championnat de France de hockey sur glace 1977-1978
Saison précédente Saison suivante
La saison 1977-1978 est la 57e saison du championnat de France de hockey sur glace. Le championnat élite porte le nom de Nationale A et, cette saison, plusieurs trophées sont créés.

## Nationale A

### Formule de la saison
Toutes les équipes se rencontrent sur un aller-retour, une victoire vaut 2 points et un nul 1 point. L'équipe finissant première au classement est championne de France.
La dernière équipe est reléguée en Nationale B, l'avant dernière dispute des barrages avec le vice-champion de Nationale B.

### Résultats
|     | Club            | J  | Pts | V  | N | D  | BP  | BC  | Diff |
| --- | --------------- | -- | --- | -- | - | -- | --- | --- | ---- |
| 1er | Gap             | 18 | 32  | 16 | 0 | 2  | 123 | 69  | +54  |
| 2e  | Villard-de-Lans | 18 | 26  | 12 | 2 | 4  | 92  | 66  | +26  |
| 3e  | Tours           | 18 | 21  | 10 | 1 | 7  | 98  | 84  | +14  |
| 4e  | Grenoble        | 18 | 20  | 10 | 0 | 8  | 97  | 83  | +14  |
| 5e  | Megève          | 18 | 18  | 8  | 2 | 8  | 78  | 80  | -2   |
| 6e  | Viry-Châtillon  | 18 | 16  | 8  | 0 | 10 | 81  | 101 | -20  |
| 7e  | Chamonix        | 18 | 15  | 6  | 3 | 9  | 91  | 88  | +3   |
| 8e  | Croix           | 18 | 15  | 6  | 3 | 9  | 64  | 97  | -33  |
| 9e  | Saint-Gervais   | 18 | 10  | 5  | 0 | 13 | 84  | 100 | -16  |
| 10e | Caen            | 18 | 7   | 3  | 1 | 14 | 65  | 105 | -40  |

### Barrages
Barrage de promotion/relégation disputé les 18 février et 3 mars 1978
- Lyon - Saint-Gervais 5-13
- Saint-Gervais - Lyon 13-3

Saint-Gervais se maintient en Nationale A pour la saison suivante.

### Meilleurs pointeurs
|     | Nom               | Club       | B  | A  | Pts |
| --- | ----------------- | ---------- | -- | -- | --- |
| 1er | Guy Dupuis        | Villard    | 33 | 20 | 53  |
| 2e  | Luc Tardif        | Chamonix   | 30 | 15 | 45  |
| 3e  | Guy Galiay        | Tours      | 29 | 15 | 44  |
| 4e  | Jean Vassieux     | Villard    | 12 | 31 | 43  |
| 5e  | Normand Pépin     | Megève     | 23 | 19 | 42  |
| 6e  | Richard Peterson  | Gap        | 20 | 17 | 37  |
| 7e  | J.-M. Boissonnier | St-Gervais | 23 | 13 | 36  |
| 8e  | Bernard Le Blond  | Grenoble   | 17 | 18 | 35  |
|     | Laurent Bibier    | St-Gervais | 17 | 18 | 35  |
| 10e | Philippe Rey      | Chamonix   | 26 | 8  | 34  |

### Bilan
2e titre pour le Gap Hockey Club. Caen est rétrogradé en Nationale B.
- Meilleur joueur : Jean Vassieux (Villard-de-Lans)
- Meilleur buteur : Guy Dupuis (Villard-de-Lans)
- Meilleur gardien : Bernard Cal (Gap)
- Trophée du fair-play : Grenoble
- Meilleur arbitre : Marcel Guadaloppa

## Nationale B
Les Français volants sont champions de France en remportant tous leurs matchs et accèdent ainsi à la Nationale A pour la saison suivante.